# Porta dello Spirito Santo (Nápoly)
A Porta dello Spirito Santo egyike Nápoly legrégebbi kapuinak. Az egykori Porta Cumana helyén épült 1268-ban, II. Anjou Károly uralkodása idején. Homlokzatát az aragón királyok jelképei valamint címerei díszítették, emiatt sok ideig Porta Reale néven volt ismert. A XVIII. században bontották el, ekkor került át a kaput díszítő San Gaetano szobor a Port'Alba-ra.